# Mistrovství světa v inline hokeji
Mistrovství světa v inline hokeji pořádají dvě organizace: IIHF a FIRS. IIHF řídi především lední hokej, v inline hokeji pořádá pouze mistrovství světa mužů. FIRS pořádá mistrovství světa mužů, žen, juniorů, juniorek a veteránů.

## Mistrovství světa – IIHF

### Muži
Mistrovství světa v inline hokeji organizace IIHF se konalo každoročně od roku 1996. V roce 1999 se nekonalo. Od roku 2015 se měli pořádat každé dva roky ale v roce 2019 byl turnaj zrušen.
| Poř. | Rok  | Zlato                  | Stříbro                | Bronz                  | Místo                             |
| ---- | ---- | ---------------------- | ---------------------- | ---------------------- | --------------------------------- |
| 1.   | 1996 | Spojené státy americké | Kanada                 | Finsko                 | Saint Paul, Minnesota (USA)       |
| 2.   | 1997 | Spojené státy americké | Kanada                 | Švýcarsko              | Anaheim, Kalifornie (USA)         |
| 3.   | 1998 | Kanada                 | Spojené státy americké | Finsko                 | Anaheim, Kalifornie (USA)         |
| 4.   | 2000 | Finsko                 | Česko                  | Spojené státy americké | Hradec Králové, Choceň (Česko)    |
| 5.   | 2001 | Finsko                 | Spojené státy americké | Česko                  | Ellenton, Florida (USA)           |
| 6.   | 2002 | Švédsko                | Finsko                 | Německo                | Norimberk, Pfaffenhofen (Německo) |
| 7.   | 2003 | Finsko                 | Švédsko                | Spojené státy americké | Norimberk, Amberg (Německo)       |
| 8.   | 2004 | Spojené státy americké | Finsko                 | Švédsko                | Bad Tölz (Německo)                |
| 9.   | 2005 | Švédsko                | Finsko                 | Spojené státy americké | Kuopio (Finsko)                   |
| 10.  | 2006 | Spojené státy americké | Švédsko                | Finsko                 | Budapešť (Maďarsko)               |
| 11.  | 2007 | Švédsko                | Finsko                 | Německo                | Landshut, Pasov (Německo)         |
| 12.  | 2008 | Švédsko                | Slovensko              | Německo                | Bratislava (Slovensko)            |
| 13.  | 2009 | Švédsko                | Spojené státy americké | Německo                | Ingolstadt (Německo)              |
| 14.  | 2010 | Spojené státy americké | Česko                  | Švédsko                | Karlstad (Švédsko)                |
| 15.  | 2011 | Česko                  | Spojené státy americké | Kanada                 | Pardubice (Česko)                 |
| 16.  | 2012 | Kanada                 | Německo                | Finsko                 | Ingolstadt (Německo)              |
| 17.  | 2013 | Spojené státy americké | Švédsko                | Kanada                 | Drážďany (Německo)                |
| 18.  | 2014 | Finsko                 | Kanada                 | Spojené státy americké | Pardubice (Česko)                 |
| 19.  | 2015 | Kanada                 | Finsko                 | Švédsko                | Tampere (Finsko)                  |
| 20.  | 2017 | Spojené státy americké | Finsko                 | Česko                  | Bratislava (Slovensko)            |

Tabulka medailistů platná po MS 2017.
| Poř. | Země                   | Zlato | Stříbro | Bronz | Celkem |
| 1.   | Spojené státy americké | 7     | 4       | 4     | 15     |
| 2.   | Švédsko                | 5     | 3       | 3     | 11     |
| 3.   | Finsko                 | 4     | 6       | 4     | 14     |
| 4.   | Kanada                 | 3     | 3       | 2     | 8      |
| 5.   | Česko                  | 1     | 2       | 2     | 5      |
| 6.   | Německo                | 0     | 1       | 4     | 5      |
| 7.   | Slovensko              | 0     | 1       | 0     | 1      |
| 8.   | Švýcarsko              | 0     | 0       | 1     | 1      |

## Mistrovství světa – FIRS

### Muži
| Poř.                                             | Rok  | Zlato                  | Stříbro                | Bronz                  | Místo                     |
| ------------------------------------------------ | ---- | ---------------------- | ---------------------- | ---------------------- | ------------------------- |
| 1.                                               | 1995 | Spojené státy americké | Kanada                 | Finsko                 | Chicago, Illinois (USA)   |
| 2.                                               | 1996 | Spojené státy americké | Francie                | Itálie                 | Roccaraso (Itálie)        |
| 3.                                               | 1997 | Spojené státy americké | Kanada                 | Rakousko               | Zell am See (Rakousko)    |
| 4.                                               | 1998 | Spojené státy americké | Rakousko               | Česko                  | Winnipeg (Kanada)         |
| 5.                                               | 1999 | Švýcarsko              | Spojené státy americké | Česko                  | Thun (Švýcarsko)          |
| 6.                                               | 2000 | Spojené státy americké | Švýcarsko              | Česko                  | Amiens (Francie)          |
| 7.                                               | 2001 | Spojené státy americké | Česko                  | Švýcarsko              | Torrevieja (Španělsko)    |
| 8.                                               | 2002 | Kanada                 | Spojené státy americké | Česko                  | Rochester, New York (USA) |
| 9.                                               | 2003 | Spojené státy americké | Česko                  | Kanada                 | Písek (Česko)             |
| 10.                                              | 2004 | Spojené státy americké | Kanada                 | Itálie                 | London (Kanada)           |
| 11.                                              | 2005 | Spojené státy americké | Česko                  | Francie                | Paříž (Francie)           |
| 12.                                              | 2006 | Spojené státy americké | Česko                  | Kanada                 | Detroit, Michigan (USA)   |
| 13.                                              | 2007 | Česko                  | Švýcarsko              | Kanada                 | Bilbao (Španělsko)        |
| 14.                                              | 2008 | Spojené státy americké | Francie                | Česko                  | Ratingen (Německo)        |
| 15.                                              | 2009 | Spojené státy americké | Kanada                 | Česko                  | Varese (Itálie)           |
| 16.                                              | 2010 | Spojené státy americké | Švýcarsko              | Česko                  | Beroun (Česko)            |
| 17.                                              | 2011 | Česko                  | Itálie                 | Spojené státy americké | Roccaraso (Itálie)        |
| 18.                                              | 2012 | Spojené státy americké | Kanada                 | Česko                  | Bucamaranga (Kolumbie)    |
| 19.                                              | 2013 | Česko                  | Kanada                 | Švýcarsko              | Anaheim, Kalifornie (USA) |
| 20.                                              | 2014 | Spojené státy americké | Česko                  | Kanada                 | Toulouse (Francie)        |
| 21.                                              | 2015 | Česko                  | Francie                | Spojené státy americké | Rosario (Argentina )      |
| 22.                                              | 2016 | Česko                  | Itálie                 | Francie                | Asiago (Itálie)           |
| 23.                                              | 2017 | Francie                | Itálie                 | Česko                  | Nanking (ČLR)             |
| 24.                                              | 2018 | Česko                  | Francie                | Švýcarsko              | Asiago (Itálie)           |
| 25.                                              | 2019 | Spojené státy americké | Česko                  | Francie                | Barcelona (Španělsko)     |
| MS 2020 bylo zrušeno z důvodu pandemie covidu-19 |      |                        |                        |                        |                           |
| 26.                                              | 2021 | Česko                  | Kanada                 | Španělsko              | Roccaraso (Itálie)        |
| 27.                                              | 2022 | Česko                  | Itálie                 | USA                    | Buenos Aires (Argentina)  |

Tabulka medailistů platná po MS 2022.
| Poř. | Země                   | Zlato | Stříbro | Bronz | Celkem |
| 1.   | Spojené státy americké | 16    | 2       | 3     | 21     |
| 2.   | Česko                  | 8     | 6       | 9     | 23     |
| 3.   | Kanada                 | 1     | 7       | 4     | 12     |
| 4.   | Francie                | 1     | 4       | 3     | 8      |
| 5.   | Švýcarsko              | 1     | 3       | 3     | 7      |
| 6.   | Itálie                 | 0     | 4       | 2     | 6      |
| 7.   | Rakousko               | 0     | 1       | 1     | 2      |
| 8.   | Finsko                 | 0     | 0       | 1     | 1      |
| 9.   | Španělsko              | 0     | 0       | 1     | 1      |

### Ženy
| Poř.                                             | Rok  | Zlato                  | Stříbro                | Bronz                  | Místo                     |
| ------------------------------------------------ | ---- | ---------------------- | ---------------------- | ---------------------- | ------------------------- |
| 1.                                               | 2002 | Kanada                 | Spojené státy americké | Austrálie              | Rochester, New York (USA) |
| 2.                                               | 2003 | Spojené státy americké | Kanada                 | Česko                  | Písek (Česko)             |
| 3.                                               | 2004 | Kanada                 | Spojené státy americké | Česko                  | London (Kanada)           |
| 4.                                               | 2005 | Kanada                 | Spojené státy americké | Francie                | Paříž (Francie)           |
| 5.                                               | 2006 | Spojené státy americké | Kanada                 | Francie                | Detroit, Michigan (USA)   |
| 6.                                               | 2007 | Spojené státy americké | Česko                  | Francie                | Bilbao (Španělsko)        |
| 7.                                               | 2008 | Česko                  | Kanada                 | Spojené státy americké | Düsseldorf (Německo)      |
| 8.                                               | 2009 | Spojené státy americké | Česko                  | Kanada                 | Varese (Itálie)           |
| 9.                                               | 2010 | Česko                  | Kanada                 | Spojené státy americké | Beroun (Česko)            |
| 10.                                              | 2011 | Spojené státy americké | Kanada                 | Francie                | Roccaraso (Itálie)        |
| 11.                                              | 2012 | Kanada                 | Spojené státy americké | Španělsko              | Bucaramanga (Kolumbie)    |
| 12.                                              | 2013 | Spojené státy americké | Kanada                 | Nový Zéland            | Anaheim, Kalifornie (USA) |
| 13.                                              | 2014 | Spojené státy americké | Kanada                 | Španělsko              | Toulouse (Francie)        |
| 14.                                              | 2015 | Česko                  | Spojené státy americké | Španělsko              | Rosario (Argentina)       |
| 15.                                              | 2016 | Kanada                 | Spojené státy americké | Francie                | Asiago (Itálie)           |
| 16.                                              | 2017 | Spojené státy americké | Španělsko              | Kanada                 | Nanking (ČLR)             |
| 17.                                              | 2018 | Spojené státy americké | Česko                  | Španělsko              | Asiago (Itálie)           |
| 18.                                              | 2019 | Spojené státy americké | Česko                  | Španělsko              | Barcelona (Španělsko)     |
| MS 2020 bylo zrušeno z důvodu pandemie covidu-19 |      |                        |                        |                        |                           |
| 19.                                              | 2021 | Francie                | Česko                  | Spojené státy americké | Roccaraso (Itálie)        |
| 20.                                              | 2022 | Španělsko              | Francie                | Spojené státy americké | Buenos Aires (Argentina)  |

Tabulka medailistů platná po MS 2022.
| Poř. | Země                   | Zlato | Stříbro | Bronz | Celkem |
| 1.   | Spojené státy americké | 10    | 6       | 4     | 20     |
| 2.   | Kanada                 | 5     | 7       | 2     | 14     |
| 3.   | Česko                  | 3     | 4       | 2     | 9      |
| 4.   | Španělsko              | 1     | 2       | 5     | 8      |
| 5.   | Francie                | 1     | 1       | 5     | 7      |
| 6.   | Austrálie              | 0     | 0       | 1     | 1      |
| 7.   | Nový Zéland            | 0     | 0       | 1     | 1      |

### Junioři
Mistrovství světa juniorů v inline hokeji organizace FIRS se koná každoročně od roku 2007.
| Poř.                                                    | Rok  | Zlato                  | Stříbro                | Bronz                  | Místo                         |
| ------------------------------------------------------- | ---- | ---------------------- | ---------------------- | ---------------------- | ----------------------------- |
| 1.                                                      | 2007 | Spojené státy americké | Česko                  | Německo                | Düsseldorf (Německo)          |
| 2.                                                      | 2008 | Spojené království     | Spojené státy americké | Kanada                 | Filadelfie, Pensylvánie (USA) |
| 3.                                                      | 2009 | Česko                  | Kanada                 | Spojené státy americké | Varese (Itálie)               |
| 4.                                                      | 2010 | Česko                  | Spojené státy americké | Francie                | Düsseldorf (Německo)          |
| 5.                                                      | 2011 | Česko                  | Spojené státy americké | Francie                | Roccaraso (Itálie)            |
| 6.                                                      | 2012 | Česko                  | Kolumbie               | Spojené státy americké | Bucamaranga (Kolumbie)        |
| 7.                                                      | 2013 | Česko                  | Spojené státy americké | Kanada                 | Anaheim, Kalifornie (USA)     |
| 8.                                                      | 2014 | Francie                | Kanada                 | Česko                  | Toulouse (Francie)            |
| 9.                                                      | 2015 | Česko                  | Francie                | Itálie                 | Rosario (Argentina)           |
| 10.                                                     | 2016 | Česko                  | Itálie                 | Švýcarsko              | Asiago (Itálie)               |
| 11.                                                     | 2017 | Francie                | Španělsko              | Itálie                 | Nanking (ČLR)                 |
| 12.                                                     | 2018 | Spojené státy americké | Itálie                 | Španělsko              | Asiago (Itálie)               |
| 13.                                                     | 2019 | Česko                  | Spojené státy americké | Španělsko              | Barcelona (Španělsko)         |
| MS 2020 a 2021 bylo zrušeno z důvodu pandemie covidu-19 |      |                        |                        |                        |                               |
| 14.                                                     | 2022 | Tchaj-wan              | Spojené státy americké | Česko                  | Buenos Aires (Argentina)      |

Tabulka medailistů platná po MS 2022.
| Poř. | Země                   | Zlato | Stříbro | Bronz | Celkem |
| 1.   | Česko                  | 8     | 1       | 2     | 11     |
| 2.   | Spojené státy americké | 2     | 6       | 2     | 10     |
| 3.   | Francie                | 2     | 1       | 2     | 5      |
| 4.   | Spojené království     | 1     | 0       | 0     | 1      |
| 5.   | Tchaj-wan              | 1     | 0       | 0     | 1      |
| 6.   | Kanada                 | 0     | 2       | 2     | 4      |
| 7.   | Itálie                 | 0     | 2       | 2     | 4      |
| 8.   | Kolumbie               | 0     | 1       | 0     | 1      |
| 9.   | Španělsko              | 0     | 1       | 2     | 3      |
| 10.  | Německo                | 0     | 0       | 1     | 1      |
| 11.  | Švýcarsko              | 0     | 0       | 1     | 1      |

### Juniorky
| Poř.                                                    | Rok  | Zlato                  | Stříbro                | Bronz              | Místo                     |
| ------------------------------------------------------- | ---- | ---------------------- | ---------------------- | ------------------ | ------------------------- |
| 1.                                                      | 2013 | Spojené státy americké | Kanada                 | Austrálie          | Anaheim, Kalifornie (USA) |
| 2.                                                      | 2014 | Španělsko              | Spojené státy americké | Spojené království | Toulouse (Francie)        |
| 3.                                                      | 2016 | Španělsko              | Itálie                 | Kanada             | Asiago (Itálie)           |
| 4.                                                      | 2017 | Tchaj-wan              | Itálie                 | Nový Zéland        | Nanking (ČLR)             |
| 5.                                                      | 2018 | Španělsko              | Finsko                 | Tchaj-wan          | Asiago (Itálie)           |
| 6.                                                      | 2019 | Španělsko              | Spojené státy americké | Kanada             | Barcelona (Španělsko)     |
| MS 2020 a 2021 bylo zrušeno z důvodu pandemie covidu-19 |      |                        |                        |                    |                           |
| 7.                                                      | 2022 | Namibie                | Spojené státy americké | Kolumbie           | Buenos Aires (Argentina)  |

Tabulka medailistů platná po MS 2022.
| Poř. | Země                   | Zlato | Stříbro | Bronz | Celkem |
| 1.   | Španělsko              | 4     | 0       | 0     | 4      |
| 2.   | Spojené státy americké | 1     | 3       | 0     | 4      |
| 3.   | Tchaj-wan              | 1     | 0       | 1     | 2      |
| 4.   | Namibie                | 1     | 0       | 0     | 1      |
| 5.   | Itálie                 | 0     | 2       | 0     | 2      |
| 6.   | Kanada                 | 0     | 1       | 2     | 3      |
| 7.   | Finsko                 | 0     | 1       | 0     | 1      |
| 8.   | Austrálie              | 0     | 0       | 1     | 1      |
| 9.   | Spojené království     | 0     | 0       | 1     | 1      |
| 10.  | Nový Zéland            | 0     | 0       | 1     | 1      |
| 11.  | Kolumbie               | 0     | 0       | 1     | 1      |

### Veteráni
Mistrovství světa veteránů v inline hokeji organizace FIRS se konalo od roku 2010 do roku 2016.
| Poř. | Rok  | Zlato   | Stříbro                | Bronz     | Místo                       |
| ---- | ---- | ------- | ---------------------- | --------- | --------------------------- |
| 1.   | 2010 | Česko   | Francie                | Itálie    | Bisley (Spojené království) |
| 2.   | 2011 | Česko   | Francie                | Itálie    | Beroun (Česko)              |
| 3.   | 2012 | Francie | Česko                  | Itálie    | Pinerollo (Itálie)          |
| 4.   | 2013 | Francie | Česko                  | Slovensko | Anglet (Francie)            |
| 5.   | 2014 | Česko   | Francie                | Slovensko | Praha (Česko)               |
| 6.   | 2015 | Česko   | Itálie                 | Slovensko | Düsseldorf (Německo)        |
| 7.   | 2016 | Česko   | Spojené státy americké | Švýcarsko | Bolzano, Merano (Itálie)    |

Tabulka medailistů platná po MS 2016.
| Poř. | Země                   | Zlato | Stříbro | Bronz | Celkem |
| 1.   | Česko                  | 5     | 2       | 0     | 7      |
| 2.   | Francie                | 2     | 3       | 0     | 5      |
| 3.   | Itálie                 | 0     | 1       | 3     | 4      |
| 4.   | Spojené státy americké | 0     | 1       | 0     | 1      |
| 5.   | Slovensko              | 0     | 0       | 3     | 3      |
| 6.   | Švýcarsko              | 0     | 0       | 1     | 1      |

## Inline hokej na Světových hrách

### Muži
Inline hokej se na Světových hrách hraje od roku 2005. Inline hokej se na Světových hrách hraje pod záštitou FIRS.
| Poř. | Rok  | Zlato                  | Stříbro | Bronz     | Místo                     |
| ---- | ---- | ---------------------- | ------- | --------- | ------------------------- |
| 1.   | 2005 | Spojené státy americké | Kanada  | Švýcarsko | Duisburg (Německo)        |
| 2.   | 2009 | Spojené státy americké | Francie | Česko     | Kao-siung (Tchaj-wan)     |
| 3.   | 2013 | Spojené státy americké | Itálie  | Česko     | Cali (Kolumbie)           |
| 4.   | 2017 | Česko                  | Francie | Švýcarsko | Vratislav (Polsko)        |
| 5.   | 2022 | Spojené státy americké | Česko   | Francie   | Birmingham, Alabama (USA) |

Tabulka medailistů platná po Světových hrách 2022.
| Poř. | Země                   | Zlato | Stříbro | Bronz | Celkem |
| 1.   | Spojené státy americké | 4     | 0       | 0     | 4      |
| 2.   | Česko                  | 1     | 1       | 2     | 4      |
| 3.   | Francie                | 0     | 2       | 1     | 3      |
| 4.   | Kanada                 | 0     | 1       | 0     | 1      |
| 5.   | Itálie                 | 0     | 1       | 0     | 1      |
| 6.   | Švýcarsko              | 0     | 0       | 2     | 2      |